# Ядерна силова установка

Я́дерна силова́ устано́вка або А́томний двигу́н — двигун, що працює на атомній енергії, яка виділяється під час керованої ланцюгової реакції поділу важких атомних ядер (урану, плутонію). 
Атомний двигун поєднує в собі ядерний реактор і паротурбінну або газотурбінну установку, яка використовує тепло, що відводиться з активної зони реактора. Поки що атомний двигун застосовуються на морських суднах. Проектується застосування їх на залізничному транспорті. 